# Australoechemus
Genre
Australoechemus est un genre d'araignées aranéomorphes de la famille des Gnaphosidae.

## Distribution
Les espèces de ce genre se rencontrent au Cap-Vert et sur l'île de l'Ascension.

## Liste des espèces
Selon World Spider Catalog (version 24.5, 21/11/2023) :
- Australoechemus celer Schmidt & Piepho, 1994
- Australoechemus oecobiophilus Schmidt & Piepho, 1994
- Australoechemus vickyae Sherwood, Marusik, Sharp & Ashmole, 2023

## Systématique et taxinomie
Ce genre a été décrit par Schmidt et Piepho en 1994 dans les Gnaphosidae.

## Publication originale
- Schmidt, Geisthardt & Piepho, 1994 : « Zur Kenntnis der Spinnenfauna der Kapverdischen Inseln (Arachnida: Araneida). » Mitteilungen des Internationalen Entomologischen Vereins, vol. 19, no 3/4, p. 81-126 (texte intégral).